# 吉岡逸夫
吉岡 逸夫（よしおか いつお、1952年（昭和27年）1月22日 - 2018年（平成30年）2月13日）は、日本のジャーナリスト。青年海外協力隊でエチオピアで活動後、カメラマン、ジャーナリストとして、主に海外で活動。桜美林大学非常勤講師。青年海外協力協会理事。

## 経歴
1952年（昭和27年）、愛媛県岩城島に生まれる。高校卒業後、写真専門学校で写真と映像を学ぶ。卒業後、青年海外協力隊に応募し、合格する。協力隊への応募同機について吉岡は、「日本がイヤだったから逃げ出したかっただけ。そのころから日本での生きにくさってのを感じてたんだよね。オレ、日本ではイジメられてきてたから、そんな日本を好きになれないよ。東京の二年間もイヤだった。人間がイヤだったね。だから青年海外協力隊の募集を見つけて応募したんだよ」と語っている。
1972年（昭和47年）に、青年海外協力隊の隊員としてエチオピアへ派遣（昭和47年度1次隊、職種：映像）される。2年の活動後、日本に戻り、テレビCMを作っている制作会社に就職。しかしエチオピアの難民救済委員会で広報の仕事をしている人から仕事の協力要請の手紙を受け取り、1年で退職して再びエチオピアへ向かった。
1年後、再びエチオピアから帰国。ドキュメンタリー映像製作を希望し、ドキュメンタリー映像作家の牛山純一のところで面接を受けるが、不合格となる。まざまなアルバイトを経験しながら数10社の求人に応募。旅行専門雑誌の編集部員として出版社に就職した。
エチオピアでの活動を元に、写真集を出版。その後、青年海外協力隊の就職支援窓口の斡旋で中日新聞社のカメラマンとして採用される。カメラマンとして湾岸戦争、自衛隊カンボジア派遣などを取材。自衛隊カンボジア派遣時の取材で撮影した写真が東京写真記者協会賞を受賞した。
1995年（平成7年）、上司を説得しカメラマンから新聞記者に転向し、横浜支局の地方記者となる。この頃、自衛隊ルワンダ難民救援派遣での取材を元にした『漂泊のルワンダ』を執筆し、開高健賞奨励賞を受賞。その後、本社の芸能部、東京新聞社会部記者として活動。
2018年2月13日、すい臓がんのため死去。享年66歳。

## 著書および作品

### 書籍
- 『厳戒下のカンボジアを行く』東京新聞出版局 1994
- 『漂泊のルワンダ』TBSブリタニカ 1996
- 『青年海外協力隊(ボランティア)の正体』三省堂 1998
- 『いきあたりバッチリ』(新潮OH!文庫)新潮社 2000
- 『なぜ記者は戦場に行くのか』現代人文社 2002
- 『イラクりょこう日記』エクスナレッジ 2004
- 『イスラム銭湯記』現代人文社 2004
- 『人質』ポプラ社 2004（共著）
- 『なぜ日本人はイラクに行くのか』平凡社 2005
- 『「平和憲法」を持つ三つの国』明石書店 2007
- 『嘆きの天使』ロングセラーズ 2007
- 『ミャンマー難民キャンプ潜入記』出版メディアパル 2008
- 『まごころレストラン』ポプラ社 2008
- 『政治の風格―総理をめざした外交官伴正一の生涯』高陵社書店 2009
- 『TOKYO発奇跡の最終面』燦葉出版社 2010
- 『当たって、砕けるな! 青年海外協力隊の流儀』高陵社書店 2010
- 『白人はイルカを食べてもOKで日本人はNGの本当の理由』講談社 2011
- 『東日本大震災に遭って知った、日本人に生まれて良かった』講談社 2012
- 『報道犬フータ、熊野を行く』講談社 2012
- 『クロスロード』ロングセラーズ 2015

### 写真集
- 『わがエチオピア人』ブロンズ社 1978

### 映画
- 『クロスロード』 2015 - エグゼクティブプロデューサー
- 『人質』 2005 - 監督、撮影
- 『戦場の夏休み 小学2年生の見たイラク魂』 2004 - 監督、撮影、出演
- 『笑うイラク魂 民の声を聞け』 2003 - 監督、撮影
- 『祈りのニューヨーク』 2002 - 監督、撮影
- 『アフガン 戦場の旅 記者たちは何を見たのか』 2001 - 監督、撮影、編集、ナレーター